# Бадњи дан
Бадњи дан се прославља 24. децембра / 6. јануара (по грегоријанском календару), дан уочи Божића (католичког за дан Божића 25. децембра, односно православног за дан Божића 7. јануара — по грегоријанском календару). Део је божићних обичаја. Назив Бадњи дан је добио по бадњаку који се на тај дан сече и пали.
Бадњи дан и Божић су нераздвојни, не само зато што долазе један после другог, већ и зато што се допуњавају схватањима и обичајима које народ везује за њих.
Бадњи дан је последњи дан божићног поста. Дан који му претходи је Туциндан, а сам сутрашњи дан је дан празника Божића.

## Порекло празника
Многи обичаји везани за овај дан сасвим су пагански, мада је црква покушала да им да хришћанско обележје. Обичаје око Бадњег дана су Срби наследили од својих предака и и даље их одржавају. За бадњак се сече грана храста, који је код Словена одувек био свето дрво. Спасоје Васиљев бадњак везује за словенско божанство Световида.
Бадњи дан је пун ритуала и симболике, живописних радњи и сви су они повезани са породичним култом и култом огњишта.

## Обичаји и симболика
Народни обичаји око Бадњег дана су доста стари и до данас се доста обичаја изгубило или заборавило. У различитим крајевима, обичаји се умеју разликовати у неким елементима, а у многим крајевима се доста обичаја изгубило. Комбинација тога доприноси великим разликама у обичајима од краја до краја и од села до села. Ипак, и поред толике разноврсности и разлика, ипак постоји и доста заједничких обичаја који су врло слични, као и сећање на неке обичаје који се више не раде али постоји сећање да се у неком селу некада и то радило пре него што се то напустило.
Ложење бадњака је у вези са огњем и огњиштем. Ложење бадњака је средишњи елемент симболике рађања новог сунца, јер је и Бадњи дан одмах после краткодневнице. Млади храст је спаљивањем даван огњу ради нове године, а прегршти варница бацане у небо су најављивале много рода и приноса.

### Сечење бадњака
Већ у рану зору, пуцањем из пушака и прангија, објављује се одлазак у шуму по бадњак. Бадњак секу искључиво мушкарци, најчешће домаћин и најстарији син, у рано јутро, пре изласка сунца. Зависно од крајева, бирани су различити бадњаци. У источној Србији биран је цер; на западу, зависно од краја, су то храст или буква; у смедеревским селима се не сече дрво за бадњак, већ грана храста.
Број бадњака такође варира зависно од краја. Негде се сече један бадњак, негде два или три а понегде и девет, а негде онолико бадњака колико има мушкараца у кући.
Углавном је то значило да се одсече једна грана дрвета, која би се тако цела носила кући, или се прво кресала на више једнаких или неједнаких делова. Ова разноликост у броју бадњака такође иде у прилог претхришћанском пореклу бадњака и Бадњег дана.
Пре сечења се дрвету назове „добро јутро”, честита му се празник и моли се да донесе здравље и срећу породици. Затим се дрво посипа житом, а у неким крајевима му се дарује колач посебно умешен за ту прилику. Дрво се не сме додирнути голим рукама, па човек који га сече навлачи рукавице.
Дрво се увек засецало са источне стране јер је требало да падне на исток. Онај ко је секао бадњак, трудио се „да се дрво не мучи” тј. да се обори из једног ударца или највише са три. Ако дрво не падне ни после трећег ударца, мора се кидати рукама јер више удараца није дозвољено.
Први ивер који се одваја од бадњака има такође магичну моћ. Пазило се да овај ивер не падне на земљу, па је са ониме ко сече бадњак ишао још један мушкарац да хвата први ивер. Стављањем првог ивера од бадњака у карлицу веровало се да ће помоћи да се у њој скупља кајмак дебео као ивер, или, ако се стави на кошнице онда нико неће моћи пчелама да науди, а веровало се и у лековитост воде у којој је први ивер потопљен па су је оболели пили ради оздрављења. Негде, опет, тај ивер стављају у кокошарник да живина буде увек на окупу, а негде под квасац са жељом да у кући све расте као квасац.
Када се домаћин врати из шуме и донесе бадњак тј. бадњаке, их на кућни зид а тек са првим мраком се бадњак уноси у кућу и ставља на огњиште. Понегде бадњак окрешу у шуми, а понегде га донесу са гранама.
Док су бадњачари још у шуми, из куће се посакривају троножне столице, метле, кудеље вретена и игле.

### Божићна печеница
После доношења бадњака се коље печеница (понегде се коље или утуче на Туциндан). Обично је то прасе, ретко јагње (у време Божића нема јагањаца), а понегде ћурка или гуска. Печеница је жртва за ново лето, а понегде се зове и веселица или божићњар. То је остатак старог култа приношења жртве за рађање новог Бога.

#### Обилажење домова
У Војводини се деца окупљају предвече, пре вечере, празне ђачке торбе и иду у коринђање. Овај обичај је веома сличан коледарским обичајима код других народа. Мали коринђаши обилазе домове у комшилуку и певају (коринђају) песмице којима најављују радостан долазак Божића и од домаћина очекују да их дарује. Домаћини куће дарују децу јабукама, слаткишима, колачима, сувим воћем, орасима, а ређе новцем.

### Бадње вече
Највећи део радњи и обичаја је везан за Бадње вече.

### Уношење бадњака и сламе
У току дана, домаћица у једно сито стави све врсте житарица, сувих шљива, ораха и јабука и то све стоји у врху стола где се вечера. Понегде сито ставе под сто, а понегде код огњишта. Тим житом посипа се бадњак, слама и полажајник.
Пред вече домаћин уноси бадњак и сламу у кућу. Куца на врата, а када укућани питају Ко је? одговара Бадњак вам долази у кућу. Потом му домаћица отвара и обраћајући се бадњаку говори Добро вече бадњаче!. Домаћин ступајући десном ногом преко прага уноси бадњак у кућу, и поздравља укућане речима Срећно вам Бадње вече, на шта га укућани отпоздрављају са Бог ти добро дао и среће имао, док га домаћица дочекује сипајући по њему жито из сита.
Носећи бадњак домаћин обилази кућу квоцајући као квочка, а домаћица и сва деца иду за њим пијучући као пилићи. Домаћин обилази све углове дома бацајући по један орах у сваки угао, што се сматра жртвом прецима. Остали ораси и лешници се остављају и у слами испод стола и најчешће се једу са медом. Ораси који су у угловима нико не узима.
По уношењу бадњака, домаћин или домаћица, уноси сламу и разноси је по целој кући, а посебно на место где ће бити постављена вечера. При томе онај ко носи сламу квоца, а остали пијучу. Преко сламе се поставља столњак јер се служи и једе на поду. Столице су изнете из куће и седи се на слами.
После Божића, тачније на трећи дан Божића (Свети Стефан), ова слама се носи у обор, шталу или амбар, а њоме су и обавијали воћке да би боље родиле.

### Ложење бадњака
Бадњак се целива, маже медом и ставља на огњиште. Када је бадњак стављен на огњиште, према њему се морало понашати као према живом бићу: китили су га зеленим гранама, љубили, али и преливали вином, посипали житом, итд.
Понегде засечени крај бадњака намажу медом, па то чобани лижу, говорећи Како ми за бадњаком, тако овце за јагањцима, краве за телцима…  .
Обичај налагања бадњака на ватру врло је стар и помиње се у писаним изворима још 1272. године, где се у једном документу бележи да су на Бадње вече дубровачки бродовласници приносили кнезу пањ-цепонем и налагали га на ватру, а у XVII веку је забележено да је у Истри постојао обичај паљења и даривања бадњака храном. Са друге стране, у смедеревском крају на пример не постоји обичај налагања бадњака, осим можда у кућама досељеника са других страна.
Деца „џарају” ватру односно гранчицама распаљују и чачкају ватру изазивајући прегршти варница и искри говорећи колико искрица толико парица, пилића, кошница … набрајајући сву стоку и живеж чије се благостање прижељкује.
Негде се уз бадњак у кућу уноси и печеница и говори „Добро вече, честити ви и бадње вече” а укућани одговарају „Добро вече, честити ви и ваша печеница”.
После завршетка овога домаћин окади цео дом и вечеру, запали свећу и приступа се бадњој вечери.

### Бадњачки колач
Негде се за Бадње вече меси чесница, бадњачки колач, без квасца са орасима и мазана медом. Чесница се за вечером ломи, а не сече.
У сврљишком крају се прави бадњедански обредни хлеб „њива” на коме је украс урађен у облику змије, која је у вези и са култом мртвих али у неким ситуацијама има везе и са родношћу године. Обредни хлебови који се месе бадњега јутра су у тесној вези са магијском веровањима у вези плодности.
На Косову и Метохији се за Бадњи дан спремао посебан колач који се износио на кућни праг и ритуално нудио вуку. Вук је, иначе, посебно поштовано митско биће у старих Срба.

### Бадња вечера
Бадња вечера је посна трпеза/посна, али је трпеза богата. Треба да обилује јелом и пићем да би и нова година била родна и пуна изобиља. Неким јелима се придавао посебан, магијски значај, која су и обавезна: мед, бели лук (који има амајлијско значење), пасуљ, купус, риба, воће (ораси, лешници, јабуке, суве шљиве). Вечера протиче у миру и тишини.
Слама која се уноси у кућу, једење на поду и разношење ораха по кући су део култа мртвих. То вече се у кући очекују „домаћи” или „домаћи покојници” или „домаћи духови”. Сви преци су са укућанима, зато је вечера тиха да се не би отерали и зато се три дана са трпезе не прикупља него само доноси па се чак и не чисти по кући.
Већина јела са бадњеданске вечере користе се и при даћама тако да је та вечера пре свега жртвени обред посвећен породичним прецима. Бадњеданска вечера је једна од најважнијих вечера у част мртвима и један део сваког јела се оставља за покојнике. Вечера се кади да би се за вечером спојили и живи и они који то нису.

### Бдење
У бадњеданској ноћи се пече божићна печеница, намењена сутрашњем дану — Божићу.
Током ноћи се пазило кад ће бадњак да прегори. Ономе ко први спази припадала је награда од домаћина, а сам тренутак прегоревања домаћин је оглашавао пуцњем из оружја. Знало се да кад почну пуцњи да се разлежу, значило је да бадњаци приспевају.
Некада су сви укућани остајали будни док бадњак не прегори, а касније је само један мушкарац остајао да бди. У Црној Гори један је мушкарац чекао да прегори бадњак и за то време често чаркао ватру, говорећи Оволико у нашем тору било оваца, коза… 

#### Захватање воде
Вода која се захвати у бадњеданској ноћи, пре изласка сунца, такође се придаје магијско значење. У неким крајевима се она зове „јакова вода”.
Пре захватања воде, извор, река или бунар дарују се житом, новцем или воћем. Воду поздрављају са добро јутро водице и срећан ти Божић.
По правилу је захватају девојке а њоме се умивају сви чланови домаћинства по старешинству и свако дарује девојку која их полива.
Овом водом се меси чесница и над њом се моли домаћин за здравље породице, а девојка која носи воду моли се да у њој види лик момка за кога ће се удати.

## Хришћански елементи и смисао
Обичај сечења бадњака се везује за то што су витлејемски пастири, на знак Звезде да се родио Христос Спаситељ, насекли грања и понели га у пећину да наложе ватру и огреју Христа и његову мајку. Бадњак, дакле, представља оно дрво које је Јосиф заложио у хладној пећини, када се Христос родио. Бадњак, даље, наговештава и дрво Крста Христовог.
Када одабере одговарајуће дрво, домаћин се окрене истоку, три пута се прекрсти, помене Бога, своју славу и сутрашњи празник, узима секиру у руке и сече бадњак.
Посипање житом на Бадњи дан и Божић на жито које је Мајка Божија, када јој се родио син, бацала стоци која је била у штали да стока не би гризла сламу на којој је Христ лежао.
Слама у дому се тумачи као сећање на то да се Исус Христ родио на слами, и тиме је бадњеданска слама симбол јасли у Витлејемској пећини. Кад уноси бадњак у кућу, домаћин тада каже Христос се роди а сви укућани одговарају Ваистину се роди.
Кађење дома је симбол смирне и тамјана који су доношени као дарови новорођеном Исусу. Ораси у слами у угловима куће симболишу власт Божју на све четири стране света.
Када се унесу печеница, бадњак и слама, укућани сви заједно стану на молитву, отпевајући тропар Рождество твоје… , помоле се Богу, прочитају молитве које знају, честитају једни другима празник и Бадње вече и седају за трпезу.
Погача која се ломи симболише речи Исусове Ја сам хлеб живи, а вино крв његову. Риба је симбол Сина Божјег, со божанске силе а мед сладости вечног живота бод окриљем Бога. Свећа која се пали за Бадњи дан и Божић представља светлост Божију и симболише Исусове речи Ја сам светлост свету.
Паљење бадњака означава завршетак Бадњег дана и увод у Божић.

### Опраштање
Који се током године са неким завадио, на Бадњи дан се са њим треба помирити.

## Савремена урбана прослава Бадњег дана
У данашњим, урбаним условима се прослава Бадњег дана изводи у донекле промењеном и прилагођеном облику.
У немогућности сече бадњака у шуми и спаљивања на огњишту сачуване су неке друге особености овог дана, а то је посна али богата трпеза, купљени бадњак у облику пар храстових гранчица и нешто сламе (негде се дода и грана дрена) увезаних црвеном врпцом.
Посвећеност огњишту се огледа у окупљању целе породице за трпезом. Раније се вечерало на слами на кућном поду, па се зато и данас, испод стола за којим се вечера, стави мало сламе и гранчица бадњака.
Спаљивање бадњака се обавља, углавном, паљењем пар листова храста у погодном простору. У новије време се широм Србије јавило колективно налагање бадњака испред цркве, одношењем у црквену порту, или испред манастира, где се кућни бадњак спаљује на великом бадњаку.

## Пословице
Уз бадњи дан је везано неколико пословица
- Није сваки дан Бадњи дан, значи да је на бадњи дан велика срећа, што других дана у години не мора бити
- Везани су ко Божић и Бадњи дан, се говори за оне који су нераздвојни

## Историјски догађаји
Неки од догађаја у српској историји десили су се баш на овај дан.